# Escargots de Bourgogne

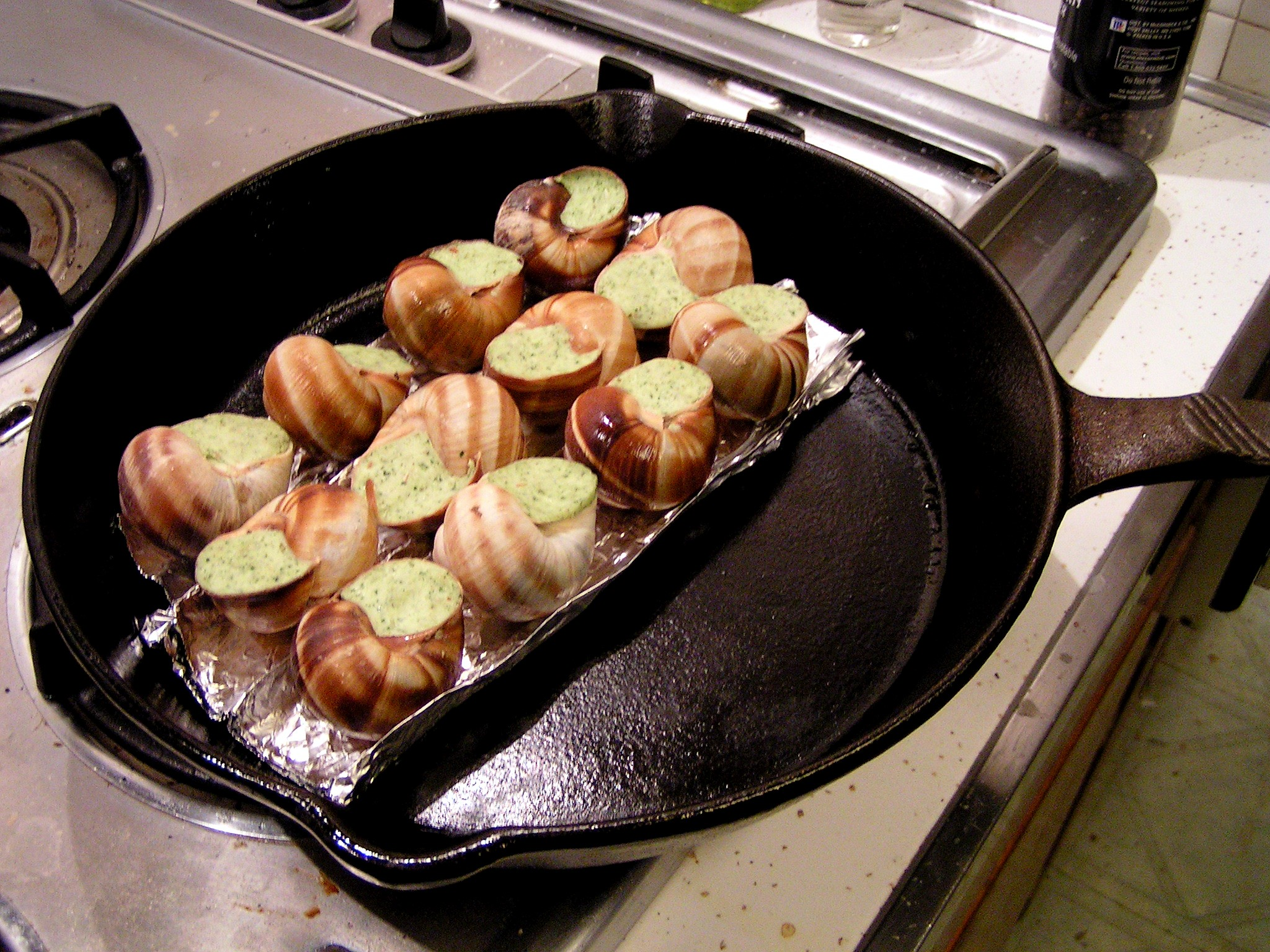
Cocinar caracoles.

Los escargots de Bourgogne (IPA: [ɛskaʁɡo]) (francés de 'caracoles de Borgoña'), llamados también escargots à la bourguignonne ('caracoles a la borgoñona') son un plato tradicional de la gastronomía francesa. Consiste en unos caracoles de la especie Helix pomatia (comúnmente llamados caracoles de Borgoña) cocidos y servidos en su concha rellena de mantequilla de ajo y perejil. Se sirve como entrante en Francia y en los restaurantes franceses.
El consumo de caracoles de Borgoña se extendió y se puso de moda en toda Francia en la segunda mitad del siglo XIX. Los mayores centros de recolección eran Borgoña y el Franco Condado. Pero la desaparición progresiva de su hábitat natural y el uso generalizado de pesticidas redujeron la población hasta tal punto que resultó cada vez más difícil abastecer al país entero y hubo que recurrir a la importación, en un principio desde Alemania y Europa Central. Desde 1979, las especies de caracoles franceses comestibles son parcialmente protegidas legalmente, en particular el helix pomatia cuya supervivencia está amenazada.

## Tipo de caracoles
No todas las especies de caracoles son comestibles. Incluso entre las especies comestibles, el sabor de la carne varía de especie a especie. En Francia la especie Helix pomatia, conocida como escargot de Bourgogne (caracol de Borgoña), es la que más a menudo se come y la más apreciada. Es una especie silvestre que se recolecta en la naturaleza y no puede ser criada en granjas. Proviene en su mayoría de países de Europa central con extensos parajes naturales: Hungría, Polonia, Rumanía, Chequia y Bosnia y Herzegovina.
El Helix lucorum se consume también pero la ley francesa, muy estricta en lo que se refiere a caracoles, no permite que se denomine caracol de Borgoña (aunque fuera de Francia a veces se venda erróneamente como si lo fuese). Preparado según la receta tradicional, se llama 'caracoles a la borgoñona'. Al igual que el Helix pomatia, es un animal silvestre que no puede criarse en granjas. Se importa mayoritairiamente de Turquía, Grecia y Macedonia.
Se utiliza también el Helix aspersa en sus variantes Aspersa Müller (Petit Gris) ou Aspersa Maxima (Gros Gris). A diferencia de los anteriores, puede ser silvestre o criado en granjas. Tampoco se permite que se llame caracol de Borgoña. En su variedad silvestre proviene mayoritariamente de Turquía y del Magreb. En Francia, la producción en granjas de cría intensiva es mayoritariamente autóctona, si bien la helicicultura de Helix aspersa se extiende por el mundo entero.

## Preparación y consumo

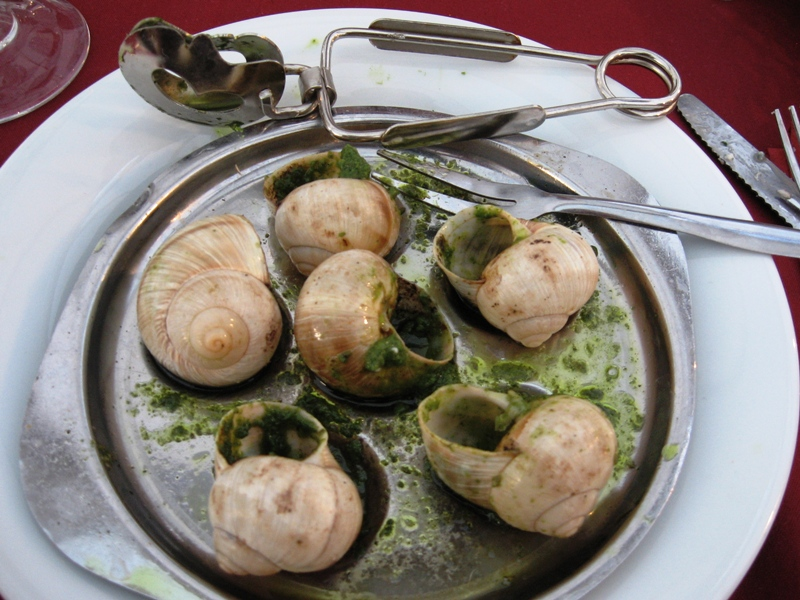
Plato de caracoles ya comidos, con las pinzas y el tenedor especiales.

La preparación de los escargots de Bourgogne para su consumo es muy larga. Primero se procede a la limpieza de los caracoles para que suelten la baba y los excrementos, sometiéndolos a un ayuno de varios días a 2 semanas, antes de colocarlos en sal o en vinagre. Después de lavarlos y cepillarlos en agua salada o avinagrada, se escaldan en agua hirviendo. Se sacan entonces de sus conchas, se evisceran y se cuecen de nuevo con mucho cuidado así como las conchas. Se cuecen finalmente en un caldo corto o un caldo de pollo antes de ser colocados de nuevo en las conchas.
La forma tradicional de servir los escargots de Bourgogne consiste en rellenar el orificio de las conchas con una pomada hecha con mantequilla de ajo y perejil picado, y pasarlos un par de minutos por el horno, el tiempo justo para que se derrita la mantequilla. En otras recetas se pueden añadir ingredientes adicionales, tales como tomillo y piñones. Para calentarlos y comerlos, se colocan boca arriba en platos de metal o loza aptos para horno y provistos de huecos para que no vuelquen; se utilizan pinzas especiales para sujetar la concha y unos tenedores muy finos de dos puntas para la extracción de la carne.
Es un plato gastronómico y de fiesta. Ya casi no se preparan de manera casera: en los comercios se vende el relleno congelado o deshidratado y las conchas aparte, y se pueden encontrar enlatados.
Como la mayoría de los moluscos, los caracoles son altos en proteínas y bajos en contenido de grasa (si se cocinan sin mantequilla). Se estima que el caracol posee 15% de proteína, 2.4% de grasa y 80% de agua aproximadamente.

## Etimología
La palabra procede del occitano escaragol o escargol y del catalán cargol, que, a su vez, puede derivar del latín scarabaeus y de una palabra prerromana karakauseli